# 신동재
신동재는 대한민국의 가수다. 2018년 싱글 《신, 사랑가》로 데뷔했다.

## 방송
- WANNA B (2017) - 10위, 루키상
- 너의 목소리가 보여 8 (2021) - 하하X별 편
- 풍류대장 - 힙한 소리꾼들의 전쟁 (2021) - Top23(19위)

## 음반
- 신, 사랑가 (2018)
- 몽룡가 (2019)
- 가거든 (2020)
- 캐논&사랑가 (2020)
- 풍류대장 - 힙한 소리꾼들의 전쟁 Episode.8 (2021)

## 공연
- K-소리콘서트- 조선 팝 익스프레스 (2022)